# Fonscochlea aquatica
Fonscochlea aquatica é uma espécie de gastrópode  da família Hydrobiidae.
É endémica da Austrália.